# シッティングボーンFC
シッティングボーン・フットボールクラブ（Sittingbourne Football Club）はイングランド、ケント州、スウェール郡、シッティングボーンを本拠地とするサッカークラブチームである。2007-2008シーズンはイスミアンリーグ・ディヴィジョン1・サウス（8部相当）に所属。

## タイトル

### 国内タイトル
- 旧ケントリーグ:3回

1902-1903,1957-1958,1958-1959
- 新ケントリーグ:3回

1975-1976,1983-1984,1990-1991
- サウザンリーグ・サウザンディヴィジョン:2回

1992-1993,1995-1996

### 国際タイトル
- なし